# Lichmera monticola
El mielero de Seram (Lichmera monticola)  es una especie de ave paseriforme de la familia Meliphagidae.

## Localización
Es una especie de ave endémica de Indonesia (se encuentra en Seram, en las islas Molucas).